# Кхонг

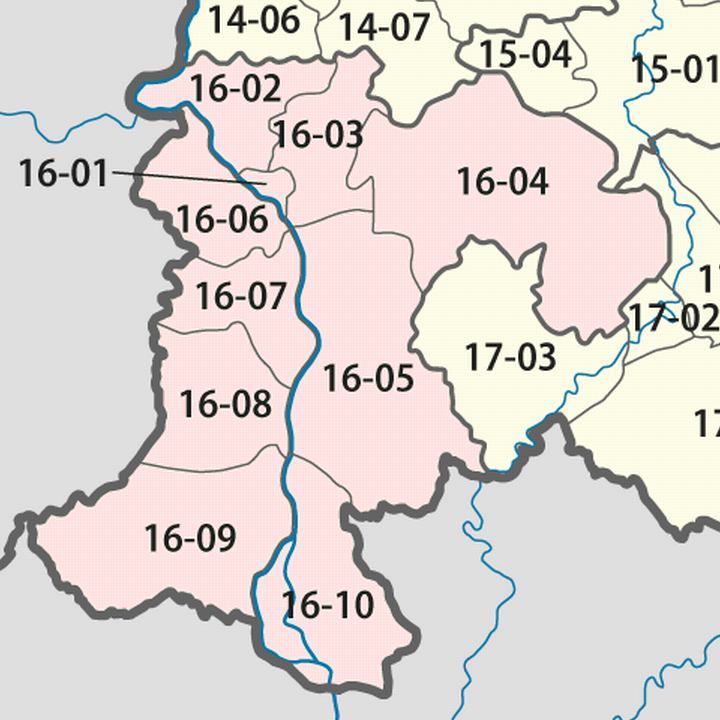
Число 16-10

Кхонг — один з районів (лаос. ເມືອງ муанг) провінції Тямпасак, Лаос.